# Sitcom

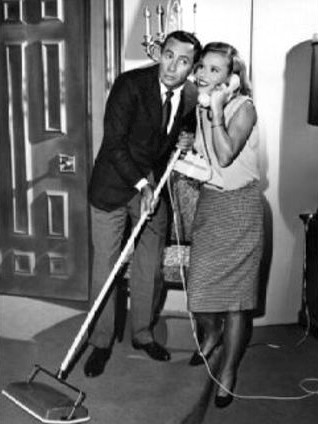
Kadr z sitcomu The Joey Bishop Show

Sitcom (ang. situation comedy) – rodzaj serialu komediowego, w którym dominuje tzw. humor sytuacyjny. Akcja sitcomu rozgrywa się przez większość czasu w jednym pomieszczeniu. Rodzaj tej sztuki filmowej zapoczątkowano w Stanach Zjednoczonych. Nazwa sitcom pochodzi od angielskiego wyrażenia situation comedy („komedia sytuacyjna”).

## Definicja
Trudno jest sformułować ostateczną definicję sitcomu, który – podobnie jak inne gatunki telewizyjne – nieustannie ewoluuje. Zdaniem Lawrence’a E. Mintza tradycyjna forma sitcomu to 
półgodzinna seria, której odcinki opowiadają o losach powracających bohaterów w ramach niezmiennej konwencji. Innymi słowy, każdego tygodnia oglądamy tych samych ludzi w tym samym miejscu. Odcinki są skończone; sytuacja przedstawiona w danym epizodzie jest zazwyczaj zamknięta, wyjaśniona i rozwiązana pod koniec półgodzinnego segmentu. (…) Sitcomy są zazwyczaj wykonywane przy udziale publiczności i nadawane na żywo (jak to bywało dawniej) bądź też nagrywane na taśmę, stąd też często zawierają element metadramy – ponieważ śmiech jest również nagrywany (czasami nawet ulepszany w montażu), telewidzowie są świadomi, że oglądają sztukę, performance, komedię.
Powyższa definicja dobrze opisuje klasyczne produkcje (np. Kocham Lucy, The Adventures of Ozzie and Harriet), ale gorzej sprawdza się w odniesieniu do seriali takich jak Hoży doktorzy czy Biuro, które też określa się mianem sitcomu, mimo że brakuje w nich ścieżki dźwiękowej ze śmiechem publiczności.

## Historia

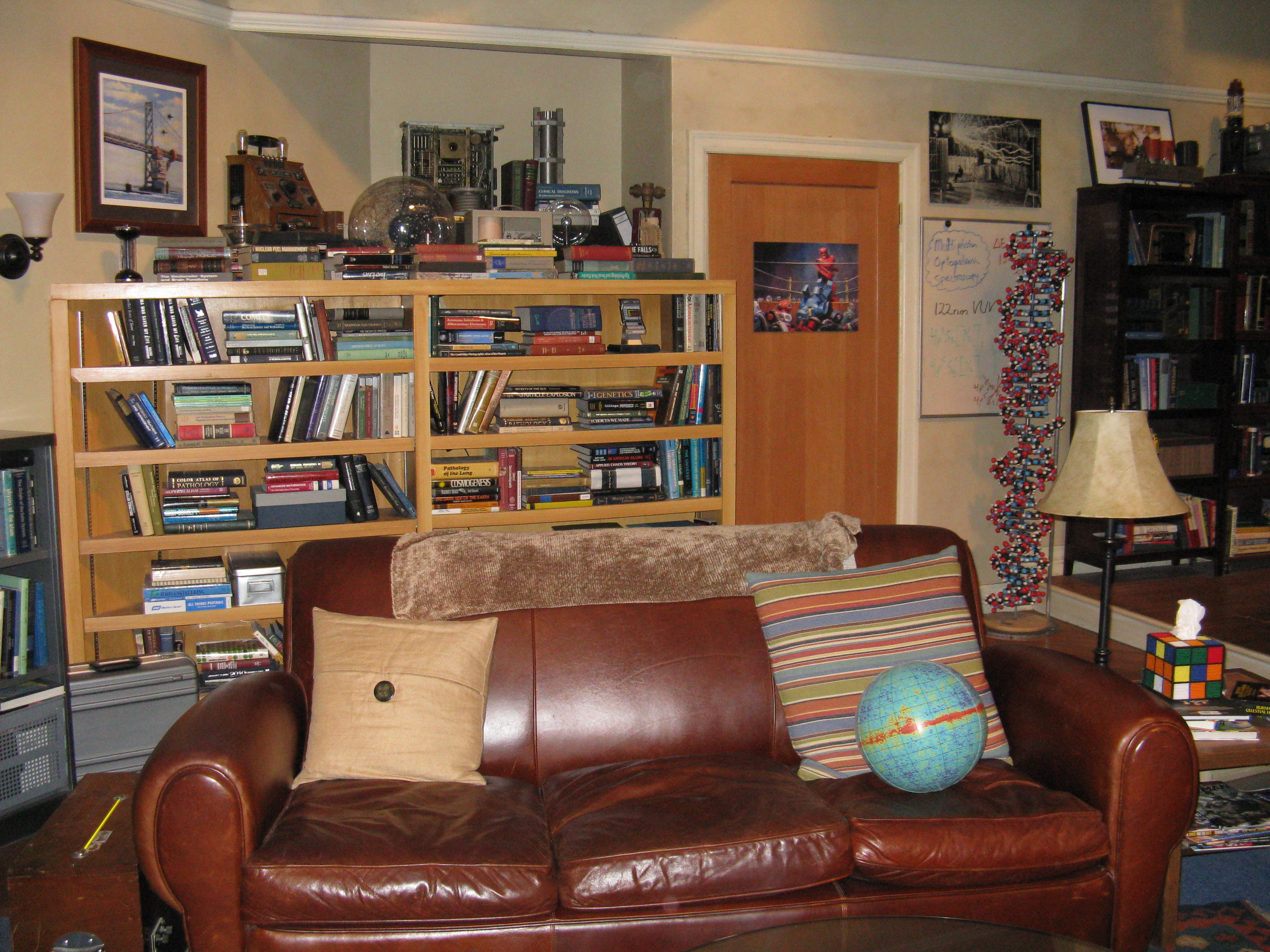
Pokój z sitcomu Teoria wielkiego podrywu

Sitcom wywodzi się z popularnych w Stanach Zjednoczonych gatunków teatralnych – amerykańskiego wodewilu oraz minstrel shows – które do telewizji trafiły za pośrednictwem radia (do programów radiowych, które zaadaptowano w telewizji należą m.in. The Beulah Show, Life with Luigi oraz Amos ’n’ Andy).
Do amerykańskiej klasyki tego gatunku należą takie hity jak Pełna chata, Świat według Bundych, Krok za krokiem, Przyjaciele, Kroniki Seinfelda, Jak poznałem waszą matkę, Dwóch i pół, On, ona i dzieciaki oraz wiele innych. Ważnym ośrodkiem ich produkcji jest także Wielka Brytania, skąd pochodzą m.in. ’Allo ’Allo!, Jaś Fasola, Czarna Żmija, Pan wzywał, milordzie? czy Co ludzie powiedzą?. Brytyjskie sitcomy bywają często nazywane britcomami.
Pierwszym sitcomem nakręconym w całości w Polsce był 13 posterunek z Cezarym Pazurą w roli głównej.

## Sposoby umieszczania śmiechu w ścieżce dźwiękowej
W sitcomach często występuje śmiech publiczności po każdym z gagów. Według obecnego trendu ścieżka dźwiękowa ze śmiechem występuje prawie zawsze. Realizuje się to na różne sposoby:
- kręcenie zdjęć serialu z udziałem publiczności, tak jak w teatrze (np. Świat według Bundych czy Miodowe lata),
- wyświetlanie gotowych materiałów publiczności (np. Latający cyrk Monty Pythona, Pomoc domowa),
- nakładanie sztucznego śmiechu (wykorzystywanie nagrań śmiechu publiczności z baz dźwiękowych, tzn. laugh track) (np. Świat według Kiepskich lub Daleko od noszy), metoda bywa nazywana tzw. „śmiechem z puszki”.